# Ophion costatus
Ophion costatus är en stekelart som beskrevs av Julius Theodor Christian Ratzeburg 1848. Ophion costatus ingår i släktet Ophion och familjen brokparasitsteklar. Inga underarter finns listade i Catalogue of Life.